# Ị̃
Ị̃ (minuscule : ị̃), appelé I tilde point souscrit, est une lettre latine utilisée dans l’écriture de l’avokaya, de l’aringa ou du kaliko.
Il s’agit de la lettre I diacritée d’un tilde et d’un point souscrit.

## Représentations informatiques
Le I tilde point souscrit peut être représenté avec les caractères Unicode suivants : 
- composé et normalisé NFC (latin étendu additionnel, diacritiques)[1],[2] :

| formes    | représentations | chaînes de caractères | points de code | descriptions                                               |
| --------- | --------------- | --------------------- | -------------- | ---------------------------------------------------------- |
| capitale  | Ị̃               | Ị◌̃                    | U+1ECA U+0303  | lettre majuscule latine i point souscrit diacritique tilde |
| minuscule | ị̃               | ị◌̃                    | U+1ECB U+0303  | lettre minuscule latine i point souscrit diacritique tilde |

- décomposé et normalisé NFD (latin de base, diacritiques) :

| formes    | représentations | chaînes de caractères | points de code       | descriptions                                                           |
| --------- | --------------- | --------------------- | -------------------- | ---------------------------------------------------------------------- |
| capitale  | Ị̃               | I◌̣◌̃                   | U+0049 U+0323 U+0303 | lettre majuscule latine i diacritique point souscrit diacritique tilde |
| minuscule | ị̃               | i◌̣◌̃                   | U+0069 U+0323 U+0303 | lettre minuscule latine i diacritique point souscrit diacritique tilde |